# Claix, Charente

Claix este o comună în departamentul Charente, Franța. În 1 ianuarie 2022 avea o populație de 1.058 de locuitori.